# هوغو بلانكو (ملحن)
هوغو بلانكو (بالإسبانية: Hugo Blanco) هو موسيقي وملحن فنزويلي، ولد في 25 سبتمبر 1940 في كاراكاس في فنزويلا، وتوفي في 14 يونيو 2015.

## وصلات خارجية
- هوغو بلانكو على موقع IMDb (الإنجليزية)
- هوغو بلانكو على موقع ميوزك برينز (الإنجليزية)
- هوغو بلانكو على موقع ديسكوغز (الإنجليزية)